# Chrysopidia garhwalensis
Chrysopidia garhwalensis är en insektsart som beskrevs av Soumyendra Nath Ghosh 1986. Chrysopidia garhwalensis ingår i släktet Chrysopidia och familjen guldögonsländor. Inga underarter finns listade i Catalogue of Life.